# Hulareds landskommun
Hulareds landskommun var en tidigare kommun i dåvarande Älvsborgs län.

## Administrativ historik
Kommunen inrättades i Hulareds socken i Kinds härad i Västergötland när 1862 års kommunalförordningar trädde i kraft.
Vid Kommunreformen 1952 uppgick kommunen i Dalstorps landskommun som 1974 uppgick i Tranemo kommun.